# Powiat Kamieński
Der Powiat Kamieński ist ein Powiat (Kreis) im Nordwesten der Woiwodschaft Westpommern in Polen.

## Gemeinden

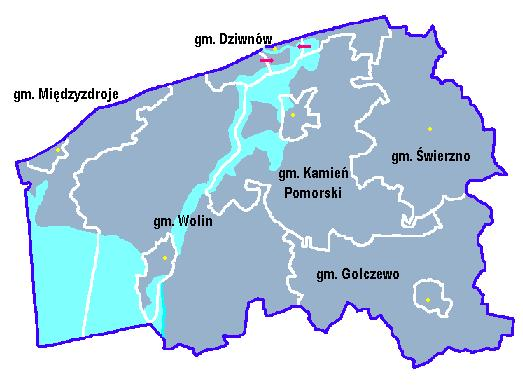
Karte des Powiat Kamieński

Der Powiat Kamieński umfasst insgesamt sechs Gemeinden: fünf Stadt-und-Land-Gemeinden und eine Landgemeinde:
Stadt-und-Land-Gemeinden
- Dziwnów (Dievenow)
- Golczewo (Gülzow)
- Kamień Pomorski (Cammin)
- Międzyzdroje (Misdroy)
- Wolin (Wollin)

Landgemeinde
- Świerzno (Schwirsen)

## Nachbarpowiate
|                | Ostsee                                      |                             |
| Świnoujście    | Kompassrose, die auf Nachbargemeinden zeigt | Powiat Gryficki Greifenberg |
| Stettiner Haff | Powiat Goleniowski Gollnow                  |                             |

## Metropolregion Stettin
Der Powiat wird seit 2012 aktiv durch Kooperationen innerhalb des Ballungsraumes der Metropole Stettin als Teil einer europäischen Metropolregion entwickelt, das gemeinsame Entwicklungskonzept wurde im Juni 2015 vorgestellt.

## Sehenswürdigkeiten
- Schloss Świerzno